# Fifie (bateau)

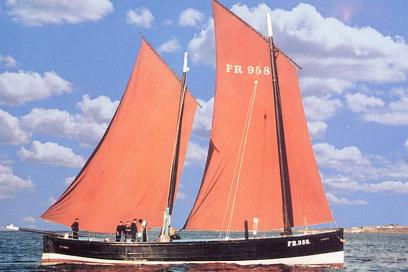
Le fifie Reaper sous voiles.

Un fifie est un type de lougre : un voilier de pêche traditionnel développé sur la côte est de l'Ecosse. Il est utilisé par les pêcheurs écossais depuis les années 1850 et jusqu'au début du XXe siècle, pour pêcher le hareng à l'aide de filets dérivants.
Ils étaient également connus sous le nom de herring drifters (dériveurs de hareng). Ce type de voilier est le précurseur du harenguier plus largement utilisé en Europe du Nord. 

## Conception et gréement
Bien que leur conception varie, les bateaux présentent deux caractéristiques : une longue quille droite et un large maitre-bau. 
Ces attributs rendent les fifies très stables et leur permette de porter de large voile et d'augmenter la cargaison et la rapidité de ces voiliers. La longue quille, cependant, les rendait difficiles à manœuvrer dans les petits ports. 
Un fifie peut atteindre 20 m de long. Il possède deux mâts à voiles auriques avec le grand-mât à l'avant ; il est à ce titre un type de ketch : le grand-mât, à l'avant, est équipé d'une voile au tiers et le mât d'artimon, à l'arrière, est équipé d'une voile à corne. 
Les mâts sont positionnés très en avant et en arrière sur le bateau pour libérer un maximum l'espace de travail au centre du bateau.  

## Historique
Le terme vient de Fife, une région du sud de l'Ecosse ou ce type de voilier s'est développé. Ce type de bateau construit à partir des années 1850 étaient entièrement pontés et, à partir des années 1870, les plus gros d'entre eux étaient construits avec un bordage à franc-bord : les planches de bord étaient juxtaposés au lieu du bordage à clin ou les planches de bordage se chevauchaient comme sur les bateaux précédents.  
L’introduction des cabestans à vapeur dans les années 1890, pour aider à relever les voiles à cornes, a permis d'augmenter la taille de ces navires de 9 à 21 m.  
À partir de 1905 environ, les voiliers furent progressivement équipés de moteurs et transformés en bateaux à moteur. 

## Voiliers restaurés

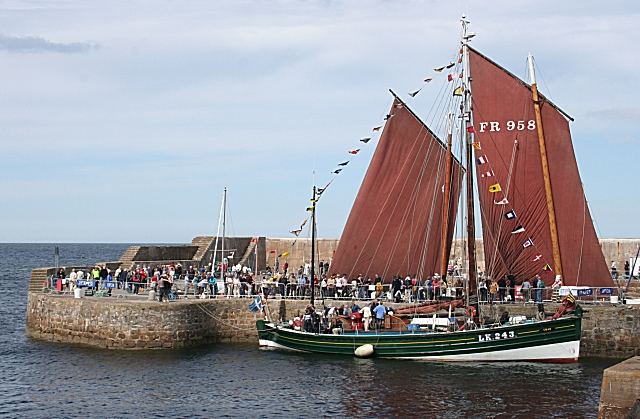
Le Reaper est un fifie restauré, ici au festival de vieux gréement à Lerwick (Ecosse).

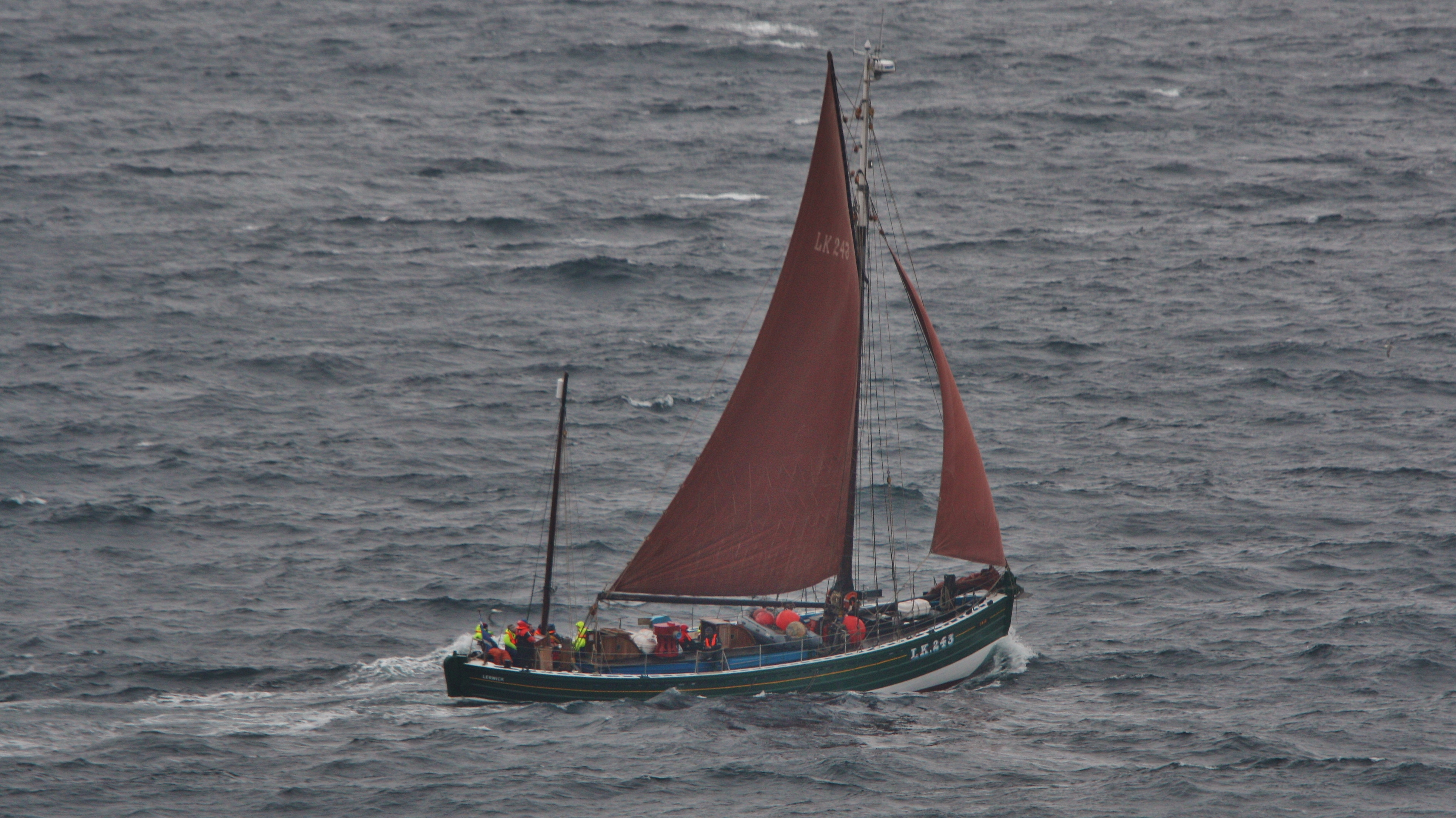
Le Swan sous voile.

Il existe peu d'exemples anciens de ce type de bateau de pêche. Le musée écossais de la pêche basé à Anstruther à Fife, a restauré le Reaper en état de navigation. 
A Lerwick, dans les Shetland, un autre fifie a  été restauré : le Swan. Utilisé comme navire école, il accueille maintenant plus de 1000 stagiaires chaque année et participes régulièrement aux Tall-ships' Races à travers toute l'Europe. 

## Galerie d'images

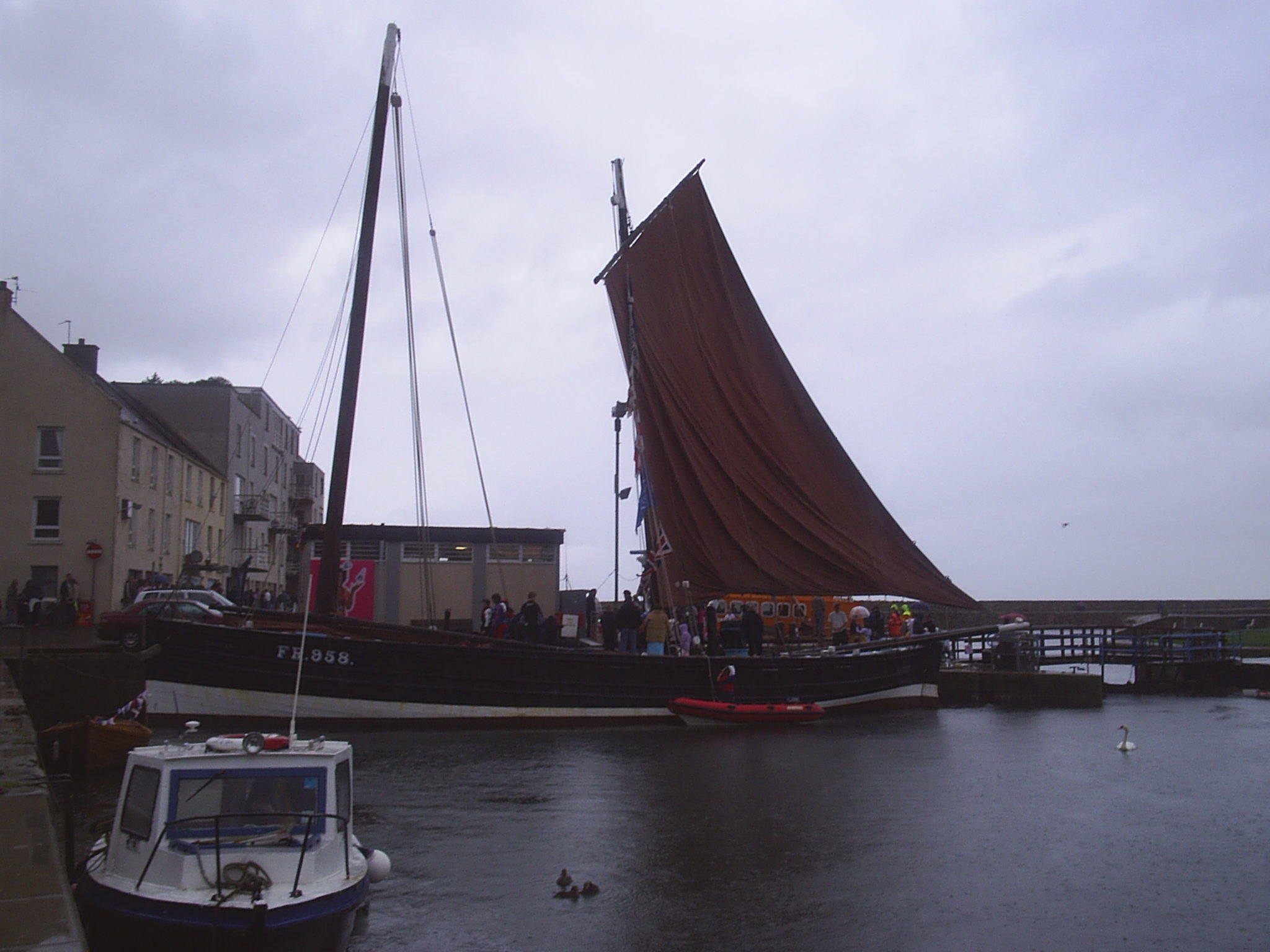
Le Reaper visitant St Andrews.
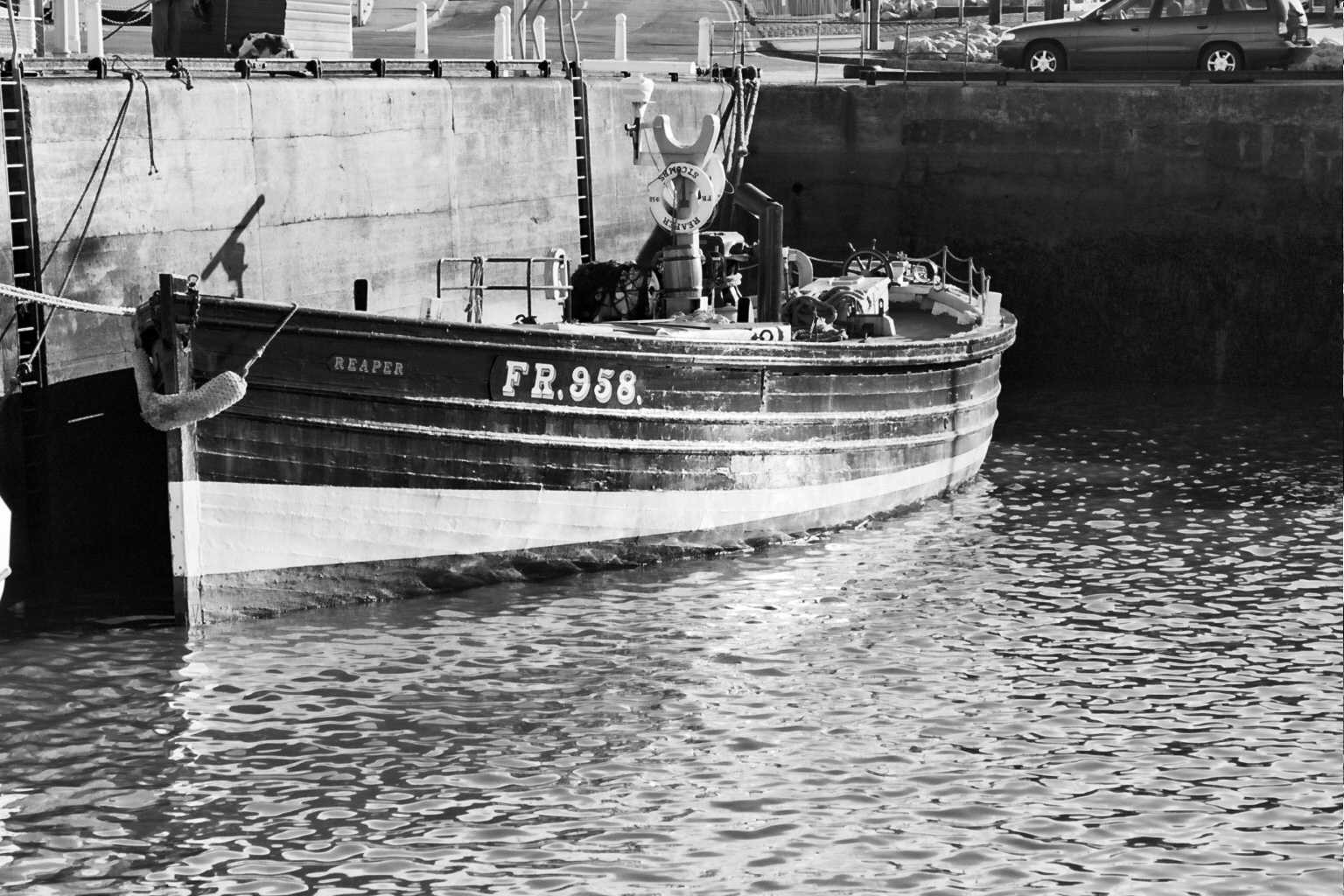
Reaper à son port d'attache d'Anstruther
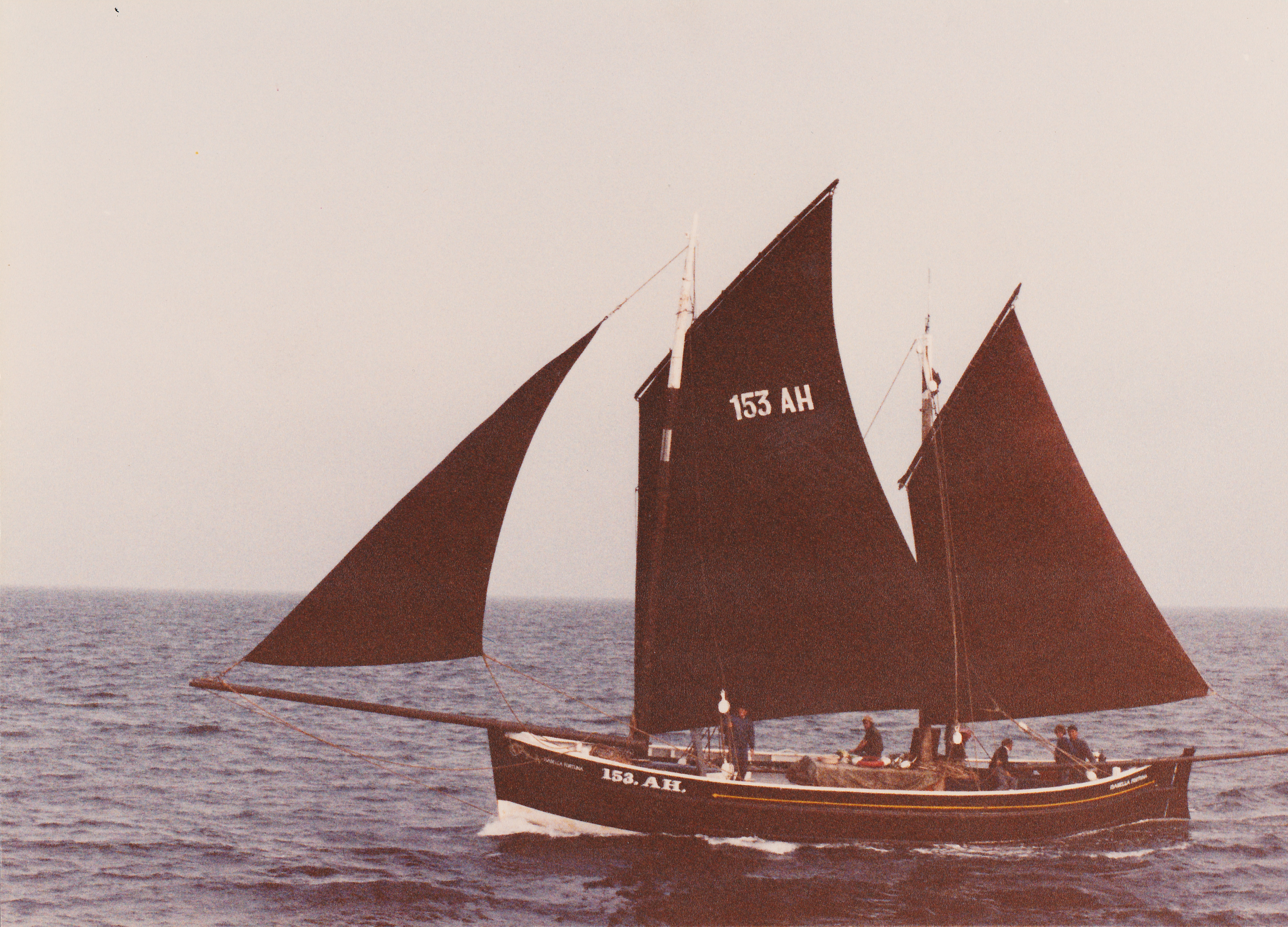
Le Fifie Isabella Fortuna au gala de Pittenweem le 20 aout 1983.